# Joint de culasse
Le joint de culasse (gasket de tête au Québec) est un joint malléable utilisé dans les moteurs à combustion interne. Positionné entre la culasse et le bloc-cylindres, il assure l'isolation des conduits de gaz et de fluides (de refroidissement et de lubrification). Il a été inventé par Albert John Aukers en 1944.

## Caractéristiques
Il doit assurer l'étanchéité de toutes les chambres de combustion ainsi que la continuité du circuit d'eau de refroidissement et de lubrification. Il doit donc résister à des contraintes thermiques, mécaniques et chimiques très importantes, si bien qu'il reste l'une des pièces — si ce n'est la pièce — la plus fragile d'un moteur moderne.
Le joint de culasse doit également assurer la stricte séparation entre le circuit d'huile, le circuit d'eau et la chambre de combustion, et permettre le passage des vis ou des goujons d'assemblage entre la culasse et le bloc-cylindres.

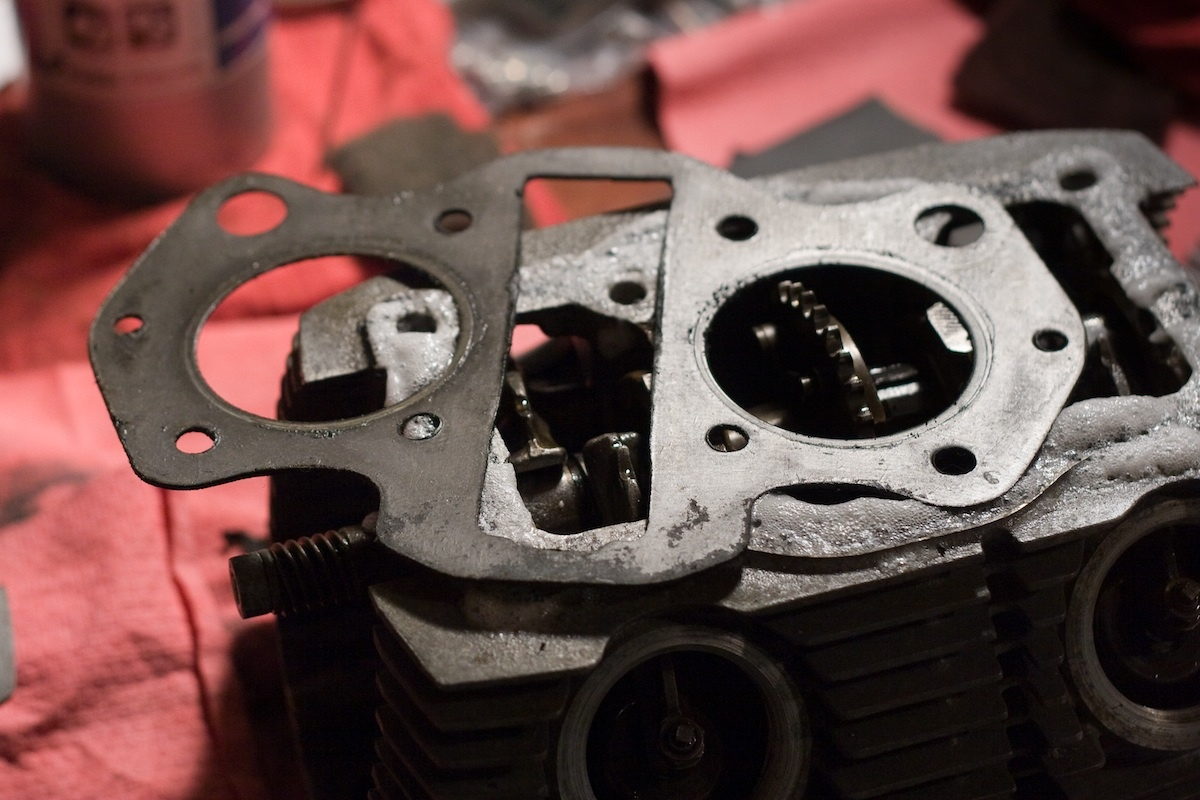
Joint de culasse d'un moteur quatre temps

.

## Contraintes et matériaux

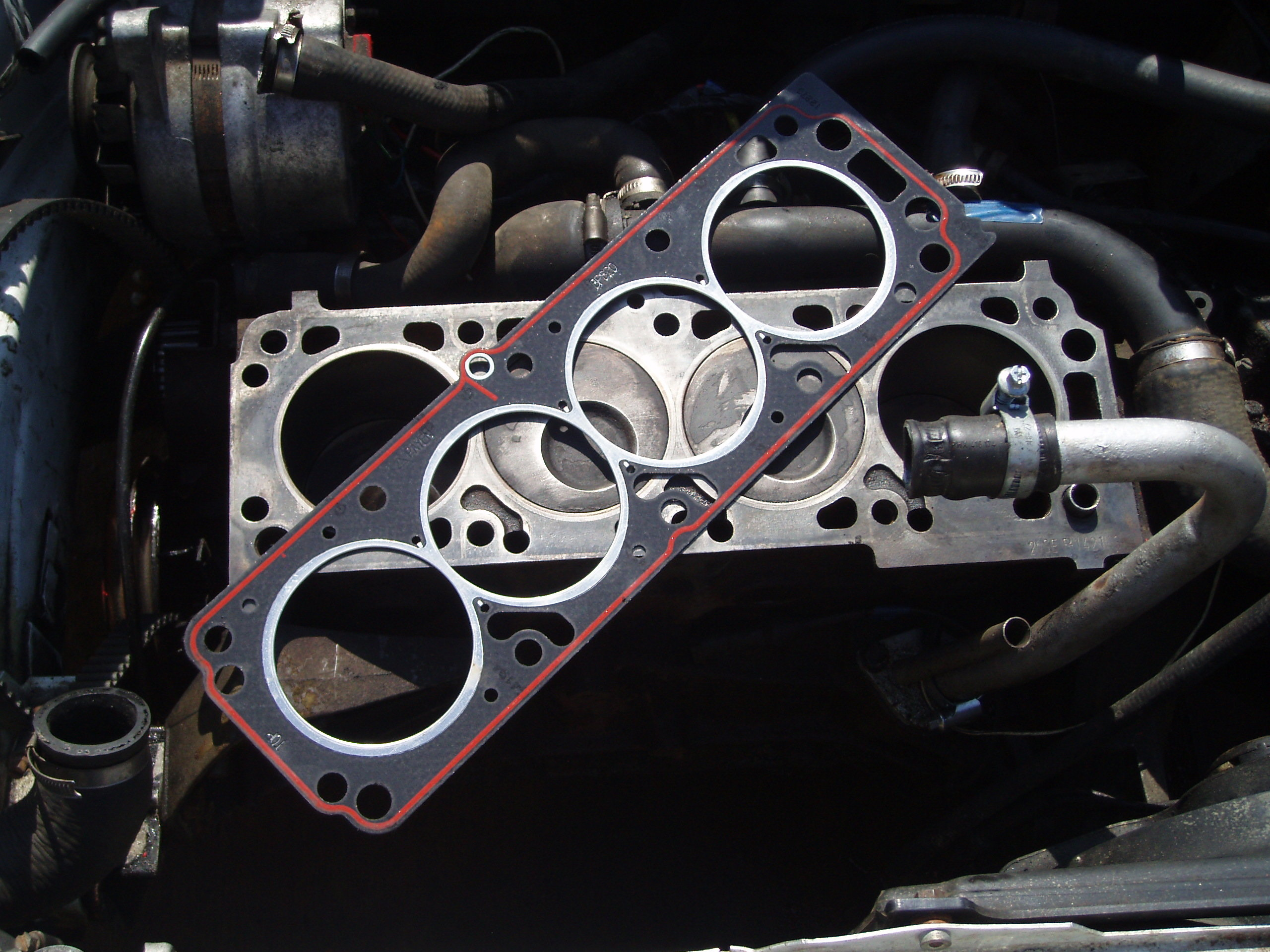
Le joint de culasse est renforcé par des cerclages métalliques.

Comme tout joint, le joint de culasse subit deux types de déformations permanentes : une déformation à froid en raison du serrage du joint entre la culasse et le bloc-cylindres, et une déformation à chaud sous l'effet de la température du moteur. L'épaisseur du joint devra donc être estimée en fonction, certes de l'état de surface et de la planéité, mais également des déformations des surfaces en regard. Enfin, le matériau constituant le joint de culasse devra résister au fluage sous l'effet des contraintes thermiques.
Avant que la loi n'interdise l'amiante dans les véhicules automobiles, le joint de culasse était constitué d'une feuille d'amiante imprégnée de graphite, placée entre deux feuilles de cuivre, d'aluminium ou d'acier, l'ensemble étant renforcé par des cerclages métalliques autour des différents trous.

## Défaillances

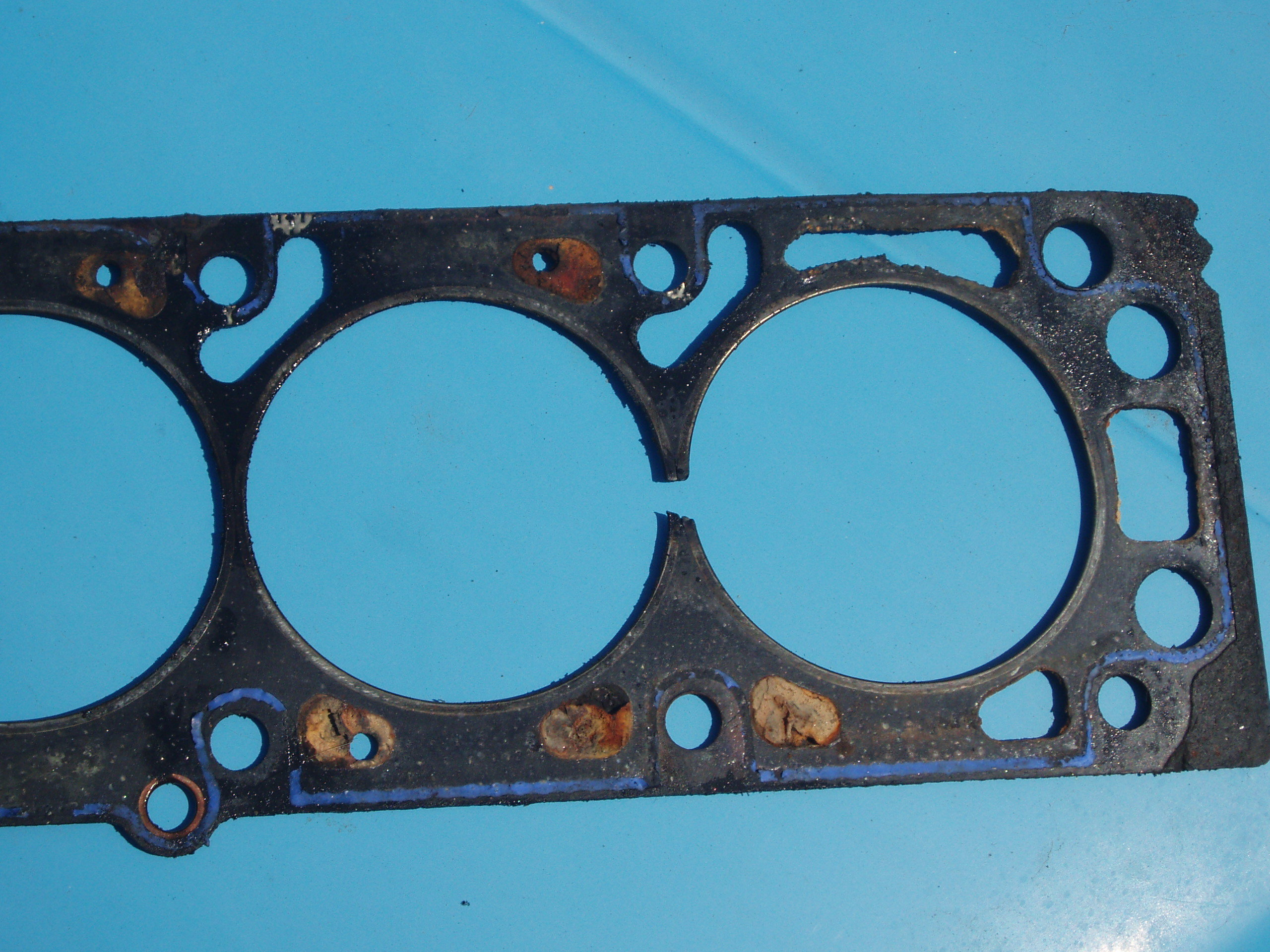
Un joint de culasse endommagé peut provoquer un manque de compression.

La rupture d'un joint de culasse — le joint est souvent dit « claqué » — est une défaillance souvent liée à une surchauffe moteur, aux conséquences plus ou moins graves selon l'endroit où se situe la rupture :
- Une rupture sur le contour du joint peut engendrer une perte de lubrification ou de refroidissement à l'extérieur du moteur et donc une consommation excessive d'huile moteur ou d'eau ;
- Une rupture entre deux cylindres empêche leur compression et donc leur fonctionnement, d'où une perte de puissance[3].

Plus grave en revanche, la rupture entre un cylindre et le circuit de refroidissement peut provoquer le remplissage d'un cylindre par du liquide de refroidissement. Celui-ci étant incompressible, le moteur est bloqué (hydrolock). Si l'utilisateur force son véhicule à démarrer en le « poussant », les bielles peuvent se déformer, le moteur étant alors définitivement hors d'usage.

## Remplacement
Le remplacement du joint de culasse ne se fait pas systématiquement lors de l'entretien périodique mais seulement en cas de défaillance.
Les grandes surfaces en jeu, les précisions de fabrication — planéité de la culasse et de la surface supérieure du bloc-cylindres, rugosité des surfaces en contact avec le joint — font que le remplacement d'un joint de culasse n'est pas une opération anodine et doit être conduite conformément à une procédure très détaillée.
Cette procédure concerne le désassemblage culasse/bloc-cylindres, le nettoyage et le contrôle de la géométrie et de la rugosité des surfaces en contact avec le joint, l'ordre et la force de pré-serrage et de serrage des goujons ou des vis d'assemblage ainsi que la vérification du bon fonctionnement et du resserrage après quelques heures d'utilisation.
Des polymères à verser directement dans le radiateur ou dans le vase d'expansion permettent de colmater la fuite du joint de culasse.

## Moteurs sans joint de culasse
Des choix techniques particuliers peuvent éviter l'utilisation de joint de culasse. Ainsi sur la Citroën 2CV,  les solutions techniques retenues — notamment un faible taux de compression, un refroidissement par air et une culasse par cylindre — conduisent à une absence de joint de culasse. Les deux cylindres moteur sont non chemisés, en fonte ; rapportés au carter, ils sont maintenus avec leur culasse par trois goujons. L'étanchéité ne concernant que l'isolement du circuit d'huile (pas d'eau), il n'y a donc pas de joint de culasse. Un dispositif à reniflard maintient la pression interne du moteur à une valeur inférieure à la pression atmosphérique, ce qui participe à l'étanchéité de l'ensemble. L'étanchéité de la chambre de combustion entre le haut du cylindre en fonte et la culasse en aluminium se fait par simple contact entre les deux pièces sur une surface annulaire réduite, l'assemblage culasse-cylindre-bloc moteur s'effectuant par trois goujons.
Par ailleurs, les cylindres borgnes, où la culasse ne forme qu'une seule pièce avec le cylindre, n'ont bien évidemment pas de joint de culasse.

## Dans la culture populaire
Le ressort comique du sketch "Le garage Gaudin" de l'humoriste Daniel Prévost réside dans la suspicion au téléphone d'une cliente d'un garage quant au  remplacement effectif par ledit garage du vieux joint de culasse de son véhicule par un neuf.